# 度假屋

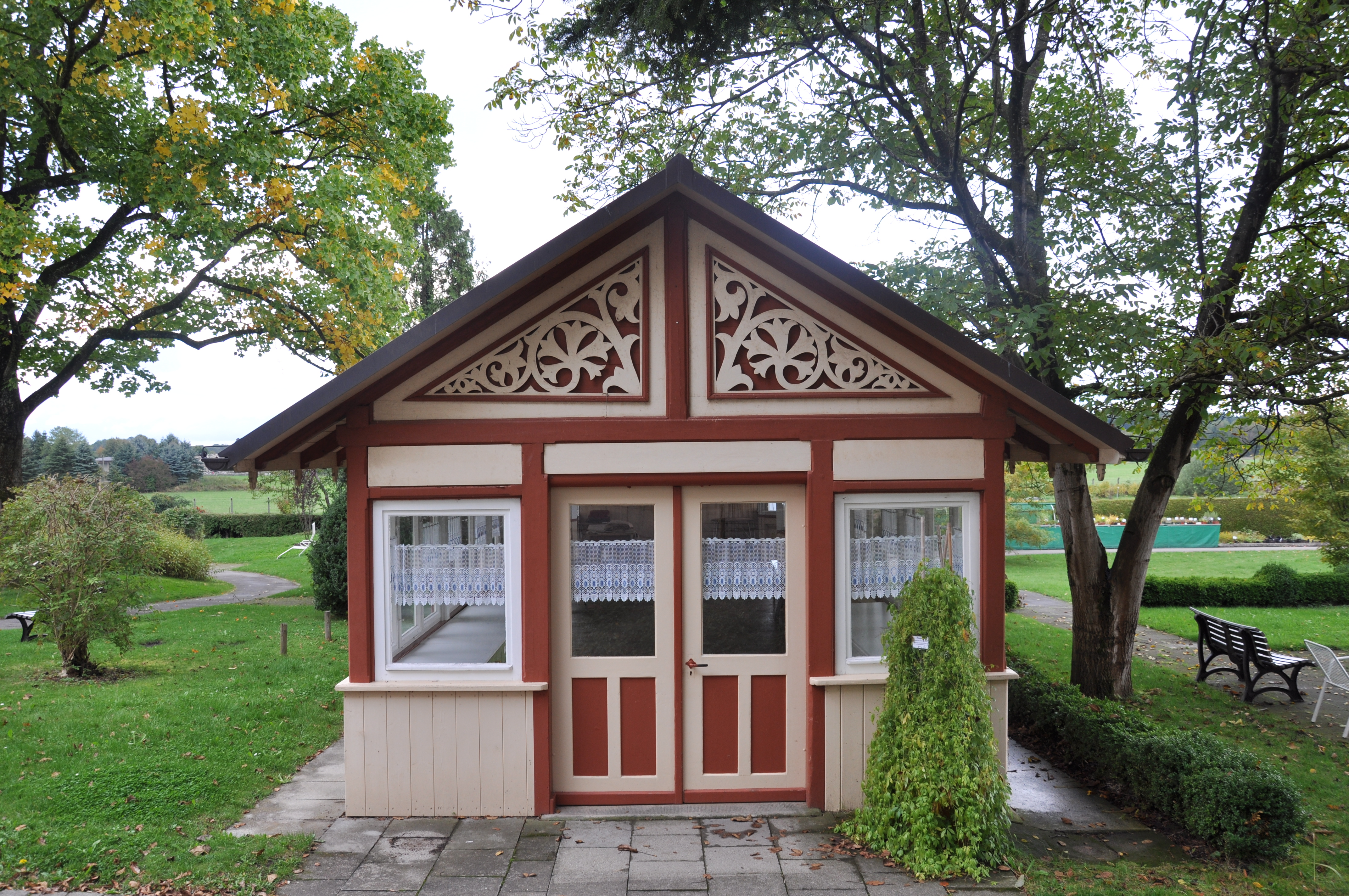
度假屋

度假屋，又寫作渡假屋，是專為用戶度假而設的房屋，是出租房或者自置物業。前者出租房屬於商業經營。後者自置物業是買家自用，或者借給親戚朋友在假日時享受之用。有些公司也會設置度假屋供職員於假期時享用。
尊貴人士使用的度假屋常有特別稱呼，如君主的度假屋通稱「行宮」或「離宮」、首腦級別的重要人物度假屋常稱為「行館」、「別莊」。
度假屋一般建於度假勝地，或者遠離都市的郊外地方。

## 參看
- 度假村
- 別苑